# Titoli di studio in Italia
I titoli di studio in Italia sono suddivisi a seconda del ciclo d'istruzione a cui appartengono.

## Educazione d'infanzia
I Servizi sociali a carattere educativi non rientrano propriamente nel ciclo di istruzione primaria, ma partecipano, per continuità educativa, alla realizzazione degli obiettivi di istruzione nell'infanzia:
- nido d'infanzia[1] (per bambini dai 3 mesi ai 3 anni, non obbligatorio);
- sezione primavera[2] annessa a nidi d'infanzia o a scuole dell'infanzia (servizio a sperimentazione regionale per bambini dai 2 ai 3 anni, non obbligatoria).

## Scuola dell'infanzia
La scuola dell'infanzia è, in Italia, il primo segmento del percorso di istruzione. È aperta a tutti i bambini italiani e stranieri, che abbiano un'età compresa fra i tre e i cinque anni compiuti entro il 31 dicembre, ha durata triennale e non è obbligatoria.
Questa scuola concorre allo sviluppo affettivo, psicomotorio, cognitivo, morale, religioso e sociale dei bambini promuovendone le potenzialità di relazione, autonomia, creatività, apprendimento, e ad assicurare un’effettiva eguaglianza delle opportunità educative. Nel rispetto della primaria responsabilità educativa dei genitori, la scuola dell’infanzia contribuisce alla formazione integrale dei bambini e, nella sua autonomia e unitarietà didattica e pedagogica, realizza la continuità educativa con la scuola primaria.

## Scuola primaria
La scuola primaria è per bambini dai 6 ai 11 anni gestita dal dirigente scolastico e dagli insegnanti con Laurea Magistrale a Ciclo Unico di 5 anni, LM 85 BIS in Scienze della Formazione Primaria o da diplomati magistrali.

## Scuola secondaria di primo grado
La scuola secondaria di primo grado è per ragazzi dagli 11 ai 14 anni, gestita dal dirigente scolastico e dagli insegnanti con laurea magistrale.
Il triennio si conclude con un esame di Stato che permette di conseguire il diploma conclusivo del primo ciclo d'istruzione (in precedenza detta "licenza media", dizione che è rimasta nel linguaggio comune), necessario per l'iscrizione alla Scuola secondaria di secondo grado.
Il titolo di studio conclusivo del primo ciclo corrisponde al livello EQF1 del quadro europeo delle qualifiche.

## Scuola secondaria di secondo grado
Secondo l'attuale legislazione, sono presenti tre diplomi conclusivi di scuola secondaria di secondo grado:
- diploma di istruzione liceale
- diploma di istruzione tecnica
- diploma di istruzione professionale

Al termine del primo biennio dell'istruzione secondaria di secondo grado, ovvero all'assolvimento dell'obbligo di istruzione, avviene la certificazione delle competenze, che corrisponde al livello EQF2 del quadro europeo delle qualifiche.
Il titolo di studio conclusivo del secondo ciclo corrisponde al livello EQF4 del quadro europeo delle qualifiche.
A fianco della scuola secondaria di secondo grado, di gestione statale, esiste il sistema di istruzione e formazione professionale (IeFP), di gestione regionale, divenuto ordinamentale nel 2011. È consentito l'accesso agli IeFP a tutti coloro siano in possesso di un diploma conclusivo del primo ciclo di istruzione. Il percorso IeFP rilascia i seguenti titoli:
- qualifica professionale, al termine di un percorso triennale
- diploma professionale, al termine di un ulteriore quarto anno

Anche gli IeFP possono concorrere a soddisfare l'obbligo dei dieci anni di istruzione.

### Diploma di istruzione liceale
Il diploma di istruzione liceale si articola in diversi indirizzi a seconda del tipo di liceo:
| Ordinamento previgente | Ordinamento previgente | Nuovo ordinamento          | Nuovo ordinamento |
| Liceo | Titolo | Liceo                      | Titolo |
| --- | --- | -------------------------- | --- |
| Liceo artistico - Tradizionale - Progetto Michelangelo - Progetto Leonardo - Sperimentazione Brocca "liceo d'arte" Istituto d'arte - Tradizionale - Progetto Michelangelo | Diploma di istruzione secondaria superiore ad indirizzo artistico (ad indirizzo) - Liceo artistico - Progetto Michelangelo - Progetto Leonardo - Liceo d'arte Brocca - Arte applicata - Arte applicata - Progetto Michelangelo | Liceo artistico            | Diploma di liceo artistico (ad indirizzo) - Arti figurative - Architettura e ambiente - Design - Audiovisivo e multimediale - Grafica - Scenografia |
| Liceo classico | Maturità classica | Liceo classico             | Diploma di liceo classico |
| Liceo linguistico | Diploma di istruzione secondaria superiore ad indirizzo linguistico | Liceo linguistico          | Diploma di liceo linguistico |
| Liceo musicale e coreutico Liceo musicale Liceo coreutico | Diploma di istruzione secondaria superiore ad indirizzo artistico - Sperimentazione musicale e/o coreutica | Liceo musicale e coreutico | Diploma di liceo musicale e coreutico (ad indirizzo) - Musicale - Coreutico                                                                         |
| Liceo scientifico | Maturità scientifica | Liceo scientifico          | Diploma di liceo scientifico (ad indirizzo) - Tradizionale - Opzione Matematico - Opzione Scienze Applicate - Sezione a Indirizzo Sportivo          |
| Liceo pedagogico sociale Liceo psico-socio pedagogico Liceo scienze sociali                                                                                               | Diploma di istruzione secondaria superiore ad indirizzo magistrale - quinquennale | Liceo delle scienze umane  | Diploma di liceo delle scienze umane (ad indirizzo) - Tradizionale - Opzione Economico Sociale                                                      |

## Istruzione superiore
L'istruzione superiore è suddivisa secondo l'attuale ordinamento in
- università
- alta formazione artistica e musicale

Il quadro europeo delle qualifiche permette la comparazione dei titoli di studio italiani, tra cui quelli superiori, con quelli esteri.

### Università
Il seguente Quadro dei Titoli Italiani dell'Istruzione superiore è quello attualmente in vigore, a seguito della riforma degli ordinamenti didattici del 1999, e ulteriormente affinata, per quanto riguarda la definizione dei cicli e delle classi dei corsi di studio, nel 2004:
| Cicli        | Ordinamento previgente (1990)                                               | Ordinamento previgente (1999) | Nuovo ordinamento (2004) (attuale) |
| ------------ | --------------------------------------------------------------------------- | ----------------------------- | --- |
| 1° ciclo     | - Diploma universitario - Diploma di scuole dirette ai fini speciali (SDFS) | - Laurea                      | - Laurea |
| 2° ciclo     | - Diploma di laurea                                                         | - Laurea specialistica        | - Laurea magistrale |
| 3° ciclo     | - Dottorato di ricerca - Diploma di specializzazione                        | - Dottorato di ricerca        | - Dottorato di ricerca |
| Altri titoli |                                                                             | - Master universitario        | - Diploma di specializzazione - Master universitario di primo livello - Master universitario di secondo livello - Diploma di perfezionamento |

### Alta formazione artistica, musicale e coreutica
| Cicli        | Ordinamento previgente | Nuovo ordinamento (2008) |
| ------------ | --- | --- |
| 1° ciclo     | - Diploma di Conservatorio - Diploma di Istituto Musicale Pareggiato - Diploma dell'Accademia di Belle Arti - Diploma di Istituto Superiore delle Industrie Artistiche (ISIA) - Diploma dell'Accademia Nazionale di Danza - Diploma dell'Accademia Nazionale di Arte Drammatica | - Diploma accademico di primo e secondo livello (Legge, 24/12/2012 n° 228 articolo 107, G.U. 29/12/2012)                                                                        |
| 2° ciclo     | | - Diploma accademico di secondo livello |
| 3° ciclo     | | - Diploma accademico di formazione alla ricerca |
| Altri titoli | | - Diploma accademico di specializzazione (I) - Diploma accademico di specializzazione (II) - Diploma di perfezionamento o Master (I) - Diploma di perfezionamento o Master (II) |

Il diploma di laurea, dalla durata minima di 4 anni e massima di 6, a seconda degli indirizzi, rappresentava il secondo grado universitario e per accedervi era necessario semplicemente un diploma di scuola superiore. Il corso di laurea era prettamente professionale e molto simile all'attuale laurea magistrale a ciclo unico. Sono attualmente equiparati alle nuove lauree magistrali ai fini della partecipazione ai concorsi pubblici.
La laurea è il titolo che l'università italiana rilascia al termine del primo ciclo previsto dalla convenzione del processo di Bologna e si consegue di norma in tre anni accademici. In realtà, come sancito da una sentenza del Tar Puglia sez. Lecce (ordinanza 25 maggio 2005, n. 491) e dal Consiglio di Stato (Registro Ordinanza:/ 4427/05) e ribadito da una circolare ministeriale, il concetto di durata normale è innovativo rispetto a quello di durata legale, poiché fa riferimento al tempo impiegato di norma dallo studente a tempo pieno medio: in ogni caso, è l'ottenimento dei 180 Crediti Formativi Universitari previsti dal piano di studi l'unico metro in base al quale dev'essere conferito il titolo. 
Durante il corso di laurea lo studente ha una rosa di insegnamenti e, ove previsti, laboratori a frequenza obbligatoria e tirocini formativi e di orientamento. Al fine di essere promosso nello specifico insegnamento lo studente deve sostenere un esame finale (che può essere condotto oralmente con il docente e/o per iscritto) o aver sostenuto con successo, ove previste, prove intermedie che suddividono l'esame nel tentativo di spingere gli studenti a studiare durante l'anno e maturare effettivamente le ore di impegno previsto anche a casa quantificate dai crediti.
Il diploma universitario, dalla durata media di tre anni, è stato poi sostituito dalla laurea triennale, dalla stessa durata.

### Storia
In base al Decreto interministeriale 5 maggio 2004, pubblicato nella Gazzetta Ufficiale 21 agosto 2004 n.196, i diplomi di laurea pre-riforma 1999 sono equiparati alle nuove lauree specialistiche (ora magistrali) ai fini della partecipazione ai concorsi pubblici.
All'estero, lo Stato Italiano non è riuscito a difendere il valore delle lauree italiane vecchio ordinamento, che se di nominali 4 anni vengono riconosciute come equivalenti ad un BA di 180 ECTS (con alcune decine di crediti del quarto anno accantonati, anche se spendibili per ulteriori studi).
Tra i paesi che riconoscono automaticamente il livello di MA alle lauree quadriennali italiane troviamo, per esempio, la Finlandia (anche se a soli fini lavorativi e non accademici).
Il primo marzo 2007 è stata presentata una interrogazione parlamentare, a cura dell'on. Arnold Cassola (Verdi), che invita il Governo italiano a riesaminare la questione, chiedendo - tra le altre cose - se le autorità italiane abbiano fatto e stiano facendo tutto il possibile per salvaguardare il valore delle lauree italiane "vecchio ordinamento" all'estero.. Caduto il governo nel 2008, l'interpellanza è stata ripresentata il 2 novembre 2010 dall'on. Claudio Micheloni (PD), ma senza produrre alcun risultato (risulta ufficialmente, da allora, "in corso di discussione".. Nel 2009 la questione è approdata anche alla Commissione europea di Bruxelles, dando al problema una risonanza europea. La Commissione ha però dichiarato che "la materia rimane di esclusiva pertinenza degli stati membri"..

### La riforma
La riforma universitaria varata in applicazione della legge 127/1997 ha modificato radicalmente il significato di questo titolo accademico, allineando il sistema universitario italiano a quello del resto dell'Unione europea e negli Stati Uniti d'America, prevedendo un gradino intermedio nell'alta formazione dei cittadini.
Fra le ragioni: l'anzianità elevata dei neolaureati italiani rispetto alla media europea (28-30 anni contro 20-21), il problema di promuovere la formazione interna nelle aziende a tale età, il fallimento di molte carriere scolastiche con un'elevata percentuale di rinunce agli studi nei primi anni.
L'introduzione dell'autonomia universitaria ha favorito un'ampia diversificazione dell'offerta formativa. L'introduzione interna del sistema dei crediti, prima utilizzato solo per gli scambi internazionali, semplifica il riconoscimento degli studi svolti in università straniere, autonomamente o tramite gli stessi programmi di scambio (Socrates azione Erasmus, Alpha, Tempus, OverSeas etc.).
La diversificazione dei titoli di studio rilasciati dalle università (due livelli di laurea e tre tipologie di corsi post lauream) consente agli studenti di diversificare e personalizzare il proprio percorso formativo.
La laurea dà accesso ai corsi di master di I livello e ai corsi di Laurea magistrale. I criteri di accesso ai corsi di laurea magistrale sono definiti dagli organi collegiali competenti delle singole università. I regolamenti della maggior parte di questi corsi consentono in linea teorica l'accesso ai possessori di qualsiasi laurea, ma escludono di fatto i possessori di lauree di àmbiti disciplinari differenti in quanto fissano un ammontare massimo in crediti del debito formativo da calcolare all'accesso.

## Equipollenza
L’equipollenza dei titoli di studio esteri, scolastici o accademici, è l'esito della procedura mediante la quale l'autorità competente determina l'equivalenza, a tutti gli effetti giuridici, di un titolo di studio conseguito all'estero con un determinato titolo presente nell'ordinamento italiano.

### Procedure di equipollenza
Le procedure di equipollenza prevedono generalmente una valutazione completa del titolo estero ed una comparazione del percorso di studi svolto con il corrispondente percorso di studi italiano.
Le autorità competenti sono:
- gli Uffici scolastici provinciali per i titoli di studio pre-universitari
- le Università per le Lauree
- il Ministero dell'istruzione, dell'università e della ricerca per i titoli di dottorato (Ph.D.)
- il Ministero della giustizia

In generale, la documentazione da produrre comprende:
- il titolo originale, opportunamente legalizzato e tradotto
- il certificato degli esami sostenuti (o delle materie di studio), con le relative valutazioni, legalizzato e tradotto
- il programma analitico di studio, legalizzato e tradotto
- la dichiarazione di valore in Loco rilasciata dalla sede consolare italiana nel Paese in cui il titolo è stato conseguito (tale documento non è richiesto per i titoli conseguiti negli Stati membri dell'Unione Europea, dello Spazio economico europeo, e nella Confederazione svizzera).

Per quanto riguarda i titoli pre-universitari ed i dottorati, l'equipollenza può essere richiesta solo dai cittadini italiani o comunitari.
Ricevuta l'istanza, l'autorità competente può decidere di riconoscere in toto o solo in parte il curricolo degli studi svolti, disponendo, se ritenuto opportuno, eventuali esami integrativi. In generale è comunque richiesta una prova di competenza della lingua italiana.

### Equivalenza ai soli fini concorsuali
I cittadini comunitari in possesso di Titoli conseguiti all'estero che intendono partecipare ai concorsi pubblici, possono richiedere che i titoli siano dichiarati "equivalenti ai fini concorsuali" ad un determinato Titolo di studio italiano, senza la necessità di ottenere l'equipollenza accademica o scolastica.
Si tratta di una forma di equipollenza ridotta, valida solo ed esclusivamente per la partecipazione al concorso oggetto della richiesta.
La procedura di valutazione è decisamente più snella e prevede una valutazione generale del titolo estero e non una analisi dettagliata del percorso di studio. L'iter si conclude nell'arco di un mese o poco più.
Possono essere valutati sia i titoli di scuola media superiore che i titoli universitari, a seconda del titolo di accesso previsto dal bando di concorso a cui si intende partecipare. Ad esempio, se il bando di concorso prevede un diploma di istruzione tecnica, è possibile richiedere la valutazione di titoli di scuola media superiore conseguiti all'estero assimilabili al titolo italiano richiesto.
L'autorità competente è la Presidenza del Consiglio, Dipartimento per la funzione pubblica, in accordo con il Ministero dell'Istruzione, Università e Ricerca.
L'equivalenza viene attestata mediante decreto della presidenza del Consiglio dei ministri (d.p.c.m.) ed ha valore esclusivamente per il bando di concorso per cui è stata rilasciata, non può quindi essere utilizzata in contesti diversi (ad esempio non permette l'iscrizione ad albi professionali).

### Riconoscimento professionale
In alternativa all'equipollenza accademica o scolastica, e limitatamente al loro utilizzo quali titoli di abilitazione alle professioni regolamentate, i titoli di studio esteri possono altresì essere riconosciuti ai fini professionali. Questo tipo di riconoscimento non assimila il titolo estero ad un titolo dell'ordinamento italiano, ma lo dichiara titolo professionale abilitante all'esercizio della professione in Italia.
Tale procedura è particolarmente indicata a coloro che sono in possesso di titoli conseguiti nell'Unione Europea ed intendono esercitare in Italia professioni regolamentate (es. avvocato,  dottore agronomo, ingegnere, dottore commercialista, medico, infermiere, insegnante, ecc.). Per i cittadini comunitari in possesso di titoli comunitari è sufficiente presentare al Ministero competente copia autocertificata del proprio titolo di studio, la relativa traduzione e la "Dichiarazione di Conformità alla Direttiva 2005/36/CE" rilasciata dall'Autorità dello Stato che ha rilasciato il titolo professionale.
La procedura è espletata in un tempo massimo di 120 giorni e si conclude, in caso positivo, con la pubblicazione del decreto di riconoscimento nella Gazzetta Ufficiale. Il titolo così riconosciuto abilita alla professione e permette, se previsto, l'accesso all'albo professionale corrispondente. I Titoli riconosciuti abilitanti all'insegnamento permettono l'accesso alle graduatorie provinciali ad esaurimento per la classe di concorso riconosciuta.

### Controversia riguardante il riconoscimento professionale degli insegnanti
È stata presentata una formale denuncia alla Commissione europea (prot. CHAP(2009)00199) per quanto riguarda l'applicazione della direttiva 2005/36/CE da parte del Ministero dell'Istruzione per la professione di docente. Infatti il Ministero dell'Istruzione ha previsto che anche i docenti in possesso di qualifica professionale conseguita negli Stati dell'Unione Europea, e riconosciuta con provvedimento formale del Ministero stesso, possano accedere alla III fascia delle graduatorie ad esaurimento e alla II fascia delle graduatorie di istituto, in osservanza del dettato comunitario.
Tuttavia, in contrasto con il dettato della citata direttiva che prevede (art. 4) che “Il riconoscimento delle qualifiche professionali da parte dello Stato membro ospitante permette al beneficiario di accedere in tale Stato membro alla stessa professione per la quale è qualificato nello Stato membro d'origine e di esercitarla alle stesse condizioni dei cittadini dello Stato membro ospitante.”, il trattamento destinato ai docenti in possesso di qualifica professionale conseguita in Europa differisce da quello riservato agli abilitati in Italia poiché solo a questi ultimi è applicato un bonus di trenta punti in graduatoria che non viene applicato agli aspiranti in possesso della qualifica professionale conseguita in un altro Stato membro e riconosciuta dal MIUR.
In data 30 ottobre 2010 la Commissione Europea ha avviato una procedura di infrazione nei confronti dell'Italia (procedura n. 4038 del 2010) per non corretto recepimento della Direttiva 2005/36/CE relativa al riconoscimento delle qualifiche professionali. Discriminazione in graduatoria fra i titoli conseguiti in Italia e titoli conseguiti in altri Stati membri. Attualmente la procedura è nella fase di messa in mora ai sensi dell'Art. 258 TFUE (ex art. 226 TCE).